# Nitroetan
Nitroetan – organiczny związek chemiczny, pochodna etanu. W standardowych warunkach ciśnienia i temperatury, związek ten jest bezbarwną oleistą cieczą o zapachu owoców.

## Otrzymywanie
Otrzymuje się go w wyniku reakcji nitrowania etanu kwasem azotowym (metoda Hessa). Inna metoda jego syntezy polega na wymianie atomu bromu na grupę nitrową w reakcji z azotynem srebra lub sodu. Nitroetan powstaje też jako jeden z produktów wolnorodnikowej reakcji propanu z kwasem azotowym lub dwutlenkiem azotu w fazie gazowej w temperaturach powyżej 400 °C.

## Zastosowania
W wyniku kondensacji nitroetanu ze związkami nienasyconymi uzyskuje się produkty mających znaczenie komercyjne. Na przykład kondensacja z 3,4-dimetoksybenzaldehydem daje prekursor leku hipotensyjnego – metylodopy, a w reakcji z formaldehydem, po uwodornieniu powstaje 2-amino-2-metylo-1,3-propanodiol, z którego w reakcji z kwasem oleinowym uzyskać można podstawioną oksazolinę należącą do grupy kationowych związków powierzchniowo czynnych (surfakantów).
Jest wykorzystywany jako dodatek do paliw (podobnie jak nitrometan) oraz w przemyśle materiałów wybuchowych.
Nitroetan jest użytecznym rozpuszczalnikiem ze względu na dobre zwilżanie powierzchni.